# Villers-Semeuse
Villers-Semeuse is een gemeente in het Franse departement Ardennes (regio Grand Est). De gemeente telde 3.628 inwoners op 1 januari 2022. De plaats maakt deel uit van het arrondissement Charleville-Mézières.

## Geschiedenis
Villers werd voor het eerst genoemd in 1245 en hing af van het graafschap Rethel. Aan het begin van de 14e eeuw was Villers een heerlijkheid met een kasteel. In 1427 werd in dit kasteel Jean Oudin de Verpel, abt van Mouzon en raadgever van de Franse koning Karel VII opgesloten op bevel van de hertog van Bourgondië.
In 1828 werden de dorpen van Villers en Semeuse samengebracht in een gemeente, die toen ongeveer 400 inwoners telde. De bevolking groeide snel tot de jaren 1970 dankzij de komst van industrie. Door de economische crisis sloten bedrijven en ook het depot van de Franse spoorwegmaatschappij SNCF in de gemeente sloot. Hierna bleef de bevolking schommelen rond 3.500 inwoners.
In 1876 werd het Fort des Ayvelles gebouwd om de valleien van de Maas en de Vence te verdedigen. Eind 19e eeuw werd het verouderde fort uit gebruik genomen maar bij het begin van de Eerste Wereldoorlog werd het toch opnieuw bemand. Het was een gemakkelijk doelwit voor de Duitse artillerie en de commandant van het fort pleegde zelfmoord (of werd doodgeschoten door zijn eigen manschappen).

## Geografie
De oppervlakte van Villers-Semeuse bedroeg op 1 januari 2022 7,03 vierkante kilometer; de bevolkingsdichtheid was toen 516,1 inwoners per km².
Het oude dorp van Villers met de parochiekerk Saint-Pierre bevindt zich centraal in de gemeente. Het oude dorp Semeuse lag in het noordwesten van de huidige gemeente aan de beken Laveau en Morture. In het noordoosten wordt de gemeente begrensd door de Maas.
De onderstaande kaart toont de ligging van Villers-Semeuse met de belangrijkste infrastructuur en aangrenzende gemeenten.

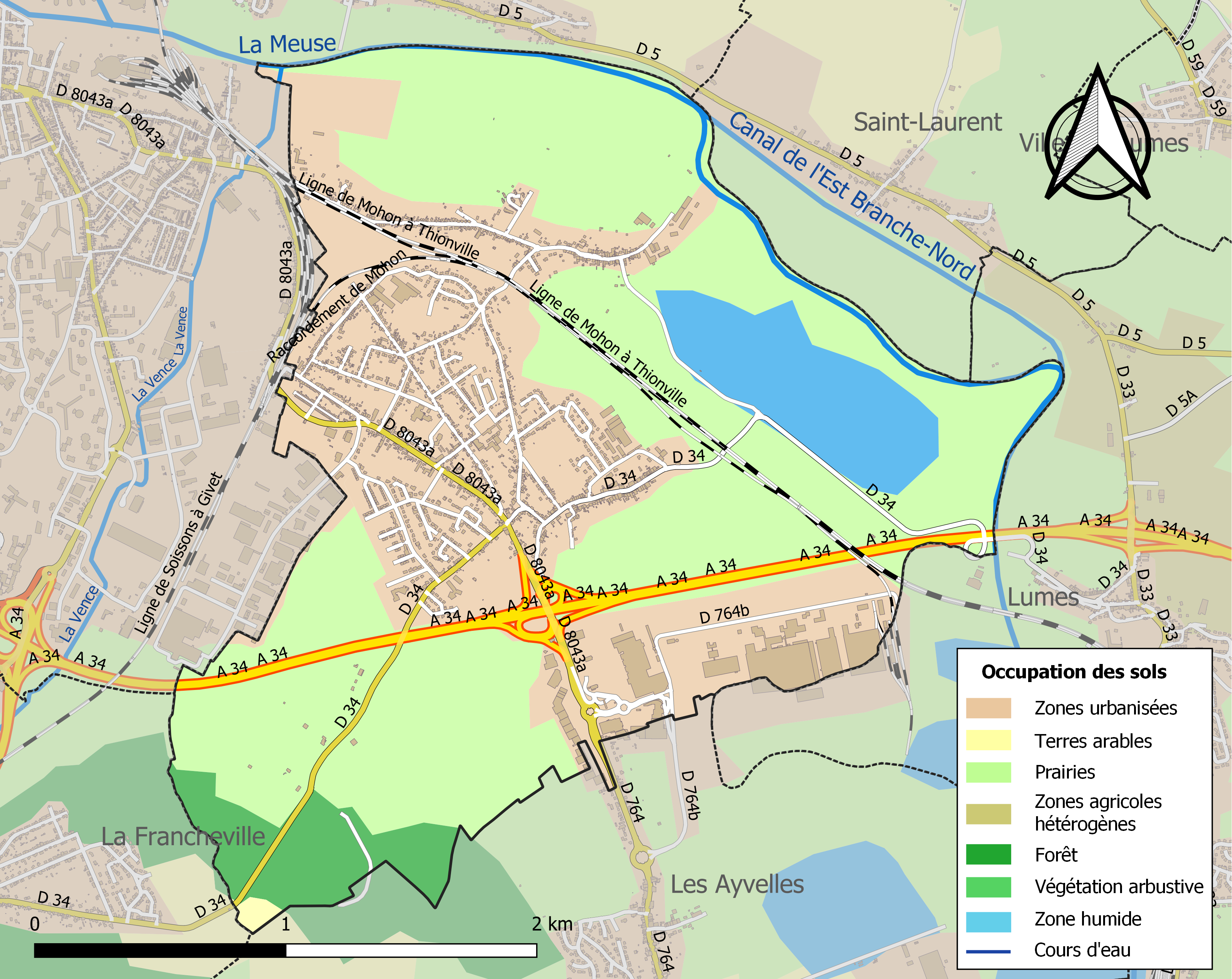

## Demografie
Onderstaande figuur toont het verloop van het inwonertal (bron: INSEE-tellingen).

Vanwege een beveiligingsprobleem met de MediaWiki Graph-software is het momenteel niet mogelijk deze grafiek weer te geven. Zodra de software is bijgewerkt zal de grafiek vanzelf weer zichtbaar worden.

## Geboren in Villers-Semeuse
- Roger Marche (1924-1997), voetballer
- Jean-Pascal Labille (1961), Belgisch politicus